# Lijst van burgemeesters van Herkingen
Dit is een lijst van burgemeesters van de voormalige Nederlandse gemeente Herkingen tot die gemeente in 1966 samen met Melissant opging in de gemeente Dirksland.
| Ambtsperiode | Naam burgemeester                      | Partij of stroming | Bijzonderheden                                                                       |
| ------------ | -------------------------------------- | ------------------ | ------------------------------------------------------------------------------------ |
| 18?? - 1852  | Johannes Agathinus van Weel            |                    | tevens burgemeester van Melissant (1835-1852) en Roxenisse (18??-1852)               |
| 1852 - 1856  | Pieter Nicolaas Johannes Lette Anemaet |                    | tevens burgemeester van Nieuwe Tonge (1852-1868)                                     |
| 1856 - 1880? | Anthony (A.) de Vlieger                |                    |                                                                                      |
| 1880 - 1901  | J. Zaaijer Pz.                         |                    | tevens burgemeester van Dirksland (1883-1901) en Melissant (1877-1901)               |
| 1901 - 1917  | C. Zaaijer                             |                    | tevens burgemeester van Dirksland en Melissant, later burgemeester van Renkum        |
| 1917 - 1926  | Leendert (L.) de Winter                |                    | tevens burgemeester van Dirksland en Melissant, eerder burgemeester van Den Bommel   |
| 1926 - 1945  | D.J. Visscher                          | NSB                | tevens burgemeester van Dirksland en Melissant, eerder burgemeester van Scherpenisse |
| 1945 - 1947  | J. Witvliet                            |                    | waarnemend                                                                           |
| 1947 - 1958  | Dirk van Heyst                         | ARP                | tevens burgemeester van Dirksland en Melissant, later burgemeester van Naaldwijk     |
| 1958 - 1966  | Hendrik (H.) Bos                       | ARP                | tevens burgemeester van Dirksland (1958-1983) en Melissant (1958-1966)               |